# Elecciones regionales de Arequipa de 2006
Las elecciones regionales de Arequipa de 2006 se llevaron a cabo el 19 de noviembre de 2006 para elegir al presidente regional, al vicepresidente regional y al Consejo Regional para el periodo 2007-2011. La elección se celebró simultáneamente con elecciones regionales y municipales (provinciales y distritales) en todo el Perú.
El Partido Aprista Peruano, vencedor de las anteriores elecciones regionales y las elecciones generales de ese mismo año, no pudo revalidar su victoria y quedó en tercer lugar. Arequipa Tradición y Futuro, movimiento fundado por el exalcalde de Arequipa Juan Guillén Benavides, obtuvo la primera de tres victorias consecutivas en las elecciones regionales.
Esta elección marcó el inicio del predominio de los movimientos independientes en el panorama regional. Arequipa Tradición y Futuro permanecería en el poder hasta 2018.

## Sistema electoral
El Gobierno Regional de Arequipa es el órgano administrativo y de gobierno del departamento de Arequipa. Está compuesto por el presidente regional, el vicepresidente regional y el Consejo Regional.
La votación del presidente, vicepresidente y consejo regional se realiza en base al sufragio universal, que comprende a todos los ciudadanos nacionales mayores de dieciocho años, empadronados y residentes en el departamento de Arequipa y en pleno goce de sus derechos políticos.
El Consejo Regional de Arequipa está compuesto por 8 consejeros elegidos por sufragio directo para un período de cuatro (4) años, en forma conjunta con la elección del presidente regional. La votación es por lista cerrada y bloqueada. Se asigna a la lista ganadora los escaños según el método d'Hondt o la mitad más uno, lo que más le favorezca.

## Composición del Consejo Regional de Arequipa
La siguiente tabla muestra la composición del Consejo Regional de Arequipa antes de las elecciones.
| Partidos | Partidos                | Consejeros |
| -------- | ----------------------- | ---------- |
|          | Partido Aprista Peruano | 5          |
|          | Fuerza Democrática      | 2          |
|          | Acción Popular          | 1          |

## Partidos y candidatos
A continuación se muestra una lista de los principales partidos y alianzas electorales que participaron en las elecciones:
| Candidatura | Candidatura  | Partidos y alianzas                                          | Candidato | Candidato                    | Ideología                                             | Resultado previo | Resultado previo | Ref. |
| Candidatura | Candidatura  | Partidos y alianzas                                          | Candidato | Candidato                    | Ideología                                             | Votos (%)        | Con.             | Ref. |
| ----------- | ------------ | ------------------------------------------------------------ | --------- | ---------------------------- | ----------------------------------------------------- | ---------------- | ---------------- | ---- |
|             | APRA         | Lista - Partido Aprista Peruano (APRA)                       |           | Daniel Vera Ballón           | Aprismo                                               | 31.08%           | 5                |      |
|             | FD           | Lista - Fuerza Democrática (FD)                              |           | Marco Falconí Picardo        | Reformismo                                            | 25.27%           | 2                |      |
|             | AP           | Lista - Acción Popular (AP)                                  |           | Sergio Artieda Carpio        | Humanismo Nacionalismo cívico Reformismo              | 11.32%           | 1                |      |
|             | UPP          | Lista - Unión por el Perú (UPP)                              |           | Marco Gutiérrez Ampudia      | Nacionalismo de izquierda Socialdemocracia            | 3.33%            | 0                |      |
|             | Frepap       | Lista - Frente Popular Agrícola del Perú (Frepap)            |           | Benigno Aya Corimayhua       | Israelismo Fundamentalismo cristiano Populismo        | Nuevo            | Nuevo            |      |
|             | Sí Cumple    | Lista - Agrupación Independiente Sí Cumple (Sí Cumple)       |           | Juan Torreblanca de Velasco  | Fujimorismo Populismo de derecha                      | Nuevo            | Nuevo            |      |
|             | AvP          | Lista - Avanza País (AvP)                                    |           | José Lora Cam                | Conservadurismo social Etnocacerismo Socialdemocracia | Nuevo            | Nuevo            |      |
|             | PNP          | Lista - Partido Nacionalista Peruano (PNP)                   |           | Jaime Mujica Calderón        | Socialismo Nacionalismo de izquierda Indigenismo      | Nuevo            | Nuevo            |      |
|             | ATF          | Lista - Arequipa Tradición y Futuro (ATF)                    |           | Juan Guillén Benavides       | Regionalismo arequipeño                               | Nuevo            | Nuevo            |      |
|             | León del Sur | Lista - Movimiento Independiente León del Sur (León del Sur) |           | Marcela Álvarez Portocarrero | Regionalismo arequipeño                               | Nuevo            | Nuevo            |      |
|             | AA           | Lista - Movimiento Regional Arequipa Avancemos (AA)          |           | Elmer Cáceres Llica          | Regionalismo arequipeño                               | Nuevo            | Nuevo            |      |

## Sondeos de opinión
La siguiente tabla enumera las estimaciones de la intención de voto en orden cronológico inverso, mostrando las más recientes primero y utilizando las fechas en las que se realizó el trabajo de campo de la encuesta. Cuando se desconocen las fechas del trabajo de campo, se proporciona la fecha de publicación.
Leyenda:
     Sondeo realizado en el periodo de prohibición legal de la difusión de sondeos de intención de voto.

### Intención de voto
La siguiente tabla enumera las estimaciones ponderadas (sin incluir votos en blanco y nulos) de la intención de voto.
|                                 |               |     |      |      |      |     |     |      |  |  |
| Elecciones regionales de 2006   | 19 nov 2006   | —   | 34.9 | 20.2 | 17.1 | 9.3 | 5.6 | 14.7 |  |  |
|                                 |               |     |      |      |      |     |     |      |  |  |
| Apoyo Opinión y Mercado/América | 8–10 nov 2006 | 500 | 43.0 | 21.0 | 15.0 | 6.0 | –   | 22.0 |  |  |
| Apoyo Opinión y Mercado/América | 8–10 nov 2006 | 500 | 50.0 | 20.0 | 19.0 | 5.0 | –   | 30.0 |  |  |

## Resultados

### Sumario general
| |                                                      |              |              |              |            |            |
| Partidos y coaliciones | Partidos y coaliciones                               | Voto popular | Voto popular | Voto popular | Consejeros | Consejeros |
| Partidos y coaliciones | Partidos y coaliciones                               | Votos        | %            | ±pp          | Total      | +/−        |
| | Arequipa Tradición y Futuro (ATF)                    | 223,685      | 34.94        | Nuevo        | 5          | +5         |
| | Fuerza Democrática (FD)                              | 129,383      | 20.21        | –5.07        | 2          | ±0         |
| | Partido Aprista Peruano (APRA)                       | 109,713      | 17.14        | –13.94       | 1          | –4         |
| | Partido Nacionalista Peruano (PNP)                   | 59,431       | 9.28         | Nuevo        | 0          | ±0         |
| | Avanza País (AvP)                                    | 35,780       | 5.59         | Nuevo        | 0          | ±0         |
| | Movimiento Regional Arequipa Avancemos (AA)          | 34,693       | 5.42         | Nuevo        | 0          | ±0         |
| | Unión por el Perú (UPP)1                             | 21,809       | 3.41         | +0.08        | 0          | ±0         |
| | Acción Popular (AP)                                  | 8,001        | 1.25         | –10.07       | 0          | –1         |
| | Movimiento Independiente León del Sur (León del Sur) | 7,379        | 1.15         | Nuevo        | 0          | ±0         |
| | Sí Cumple (Sí Cumple)                                | 6,981        | 1.09         | Nuevo        | 0          | ±0         |
| | Frente Popular Agrícola del Perú (Frepap)            | 3,429        | 0.54         | Nuevo        | 0          | ±0         |
| |                                                      |              |              |              |            |            |
| Total | Total                                                | 640,284      |              |              | 8          | ±0         |
| |                                                      |              |              |              |            |            |
| Votos válidos | Votos válidos                                        | 640,284      | 91.38        | +4.78        |            |            |
| Votos en blanco | Votos en blanco                                      | 15,317       | 2.19         | –2.35        |            |            |
| Votos nulos | Votos nulos                                          | 45,047       | 6.43         | –2.42        |            |            |
| Votos emitidos | Votos emitidos                                       | 700,648      | 89.10        | +1.53        |            |            |
| Abstenciones | Abstenciones                                         | 85,731       | 10.90        | –1.53        |            |            |
| Votantes registrados | Votantes registrados                                 | 786,379      |              |              |            |            |
| |                                                      |              |              |              |            |            |
| Fuente: |                                                      |              |              |              |            |            |
| Notas al pie: 1 Comparado con los resultados de Agrupación Independiente Unión por el Perú - Frente Amplio (UPP) en las elecciones de 2002. |                                                      |              |              |              |            |            |
| Notas al pie: |                                                      |              |              |              |            |            |
| 1 Comparado con los resultados de Agrupación Independiente Unión por el Perú - Frente Amplio (UPP) en las elecciones de 2002.               |                                                      |              |              |              |            |            |

### Autoridades electas
| Cargo                               | Autoridad electa | Autoridad electa        | Partido político | Partido político            |
| ----------------------------------- | ---------------- | ----------------------- | ---------------- | --------------------------- |
| Presidente Regional de Arequipa     |                  | Juan Guillén Benavides  |                  | Arequipa Tradición y Futuro |
| Vicepresidente Regional de Arequipa |                  | Carlos Leyton Muñoz     |                  | Arequipa Tradición y Futuro |
| Consejero Regional de Arequipa      |                  | Pedro Lizárraga Lazo    |                  | Arequipa Tradición y Futuro |
| Consejero Regional de Arequipa      |                  | Jeister Chávez Carnero  |                  | Arequipa Tradición y Futuro |
| Consejero Regional de Arequipa      |                  | Fernando Bossio Rotondo |                  | Arequipa Tradición y Futuro |
| Consejera Regional de Arequipa      |                  | Carmen Yáñez Fernández  |                  | Arequipa Tradición y Futuro |
| Consejero Regional de Arequipa      |                  | Aron Maldonado Montoya  |                  | Arequipa Tradición y Futuro |
| Consejero Regional de Arequipa      |                  | Jorge Valverde Pacheco  |                  | Fuerza Democrática          |
| Consejera Regional de Arequipa      |                  | Nury Hinojosa Pérez     |                  | Fuerza Democrática          |
| Consejera Regional de Arequipa      |                  | Gladys Abarca Mogrovejo |                  | Partido Aprista Peruano     |